# Сиуатан
Сиуатан — доиспанский археологический памятник в Сальвадоре. Расположен в муниципалитете Агиларес в департаменте Сан-Сальвадор.
Город был построен и заселен между 900 и 1200 годами нашей эры. Очевидным является присутствие в городе народа майя, но возможно, что были представлены и другие этнические группы, а архитектура и артефакты свидетельствуют о тесных связях с Центральной Америкой и южной Мексикой, особенно с Веракрусом и Пуэблой.
Археологические раскопки находятся в ведении Министерства культуры при Президенте и Национального фонда археологии Сальвадора . парк разработан и включает в себя музей, туалеты, место для пикника и ознакомительную тропу.

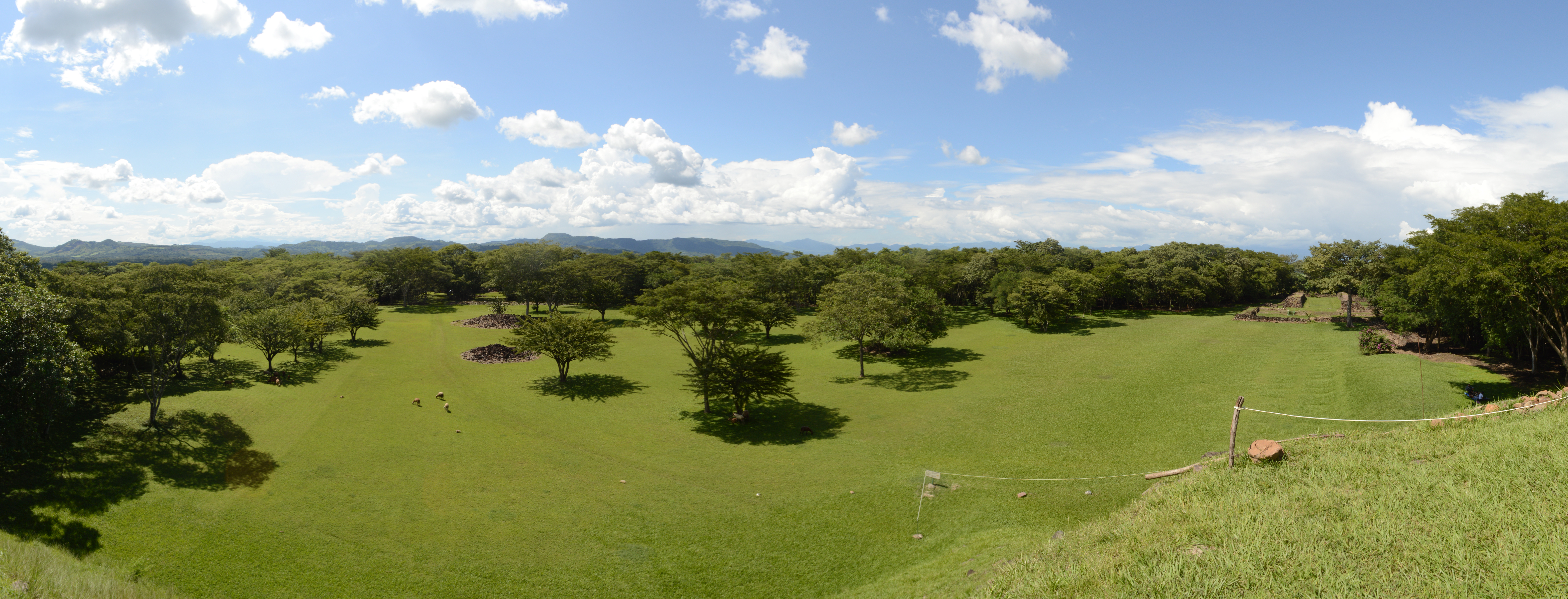
Вид с пирамиды в Сиуатане

Сиуатан считается одним из крупнейших археологических памятников Сальвадора, его площадь составляет около трех квадратных километров. Он расположен на холме, в районе, окруженном реками, в районе вулкана Гуасапа. Археологический парк занимает площадь 75 га.

## Сооружения Сиуатана

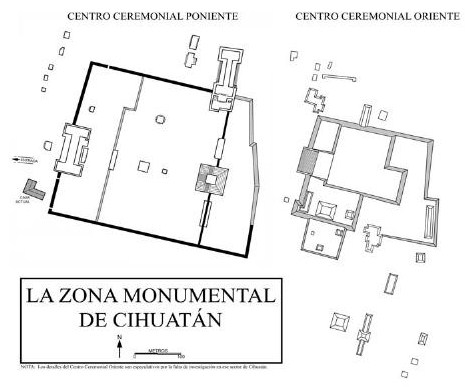
План монументального центра Сиуатан

Сиуатан был доиспанским городом огромных размеров. В его жилом районе можно выделить кварталы, окружающие центр города. Всего выявлено семь кварталов, вероятно, их было больше. В каждом квартале — своя группа церемониальных построек.
Центр Сиуатана разделен на Западную террасу (которая, возможно, была главным рынком города), церемониальный центр и Акрополь. Акрополь, уже исследуемый археологами FUNDAR, состоит из дворца, одного или двух малых дворцов, «большого зала» и ряда террас на западе, а также ряда курганов и площади с религиозной функцией и других ещё не исследованных сооружений.

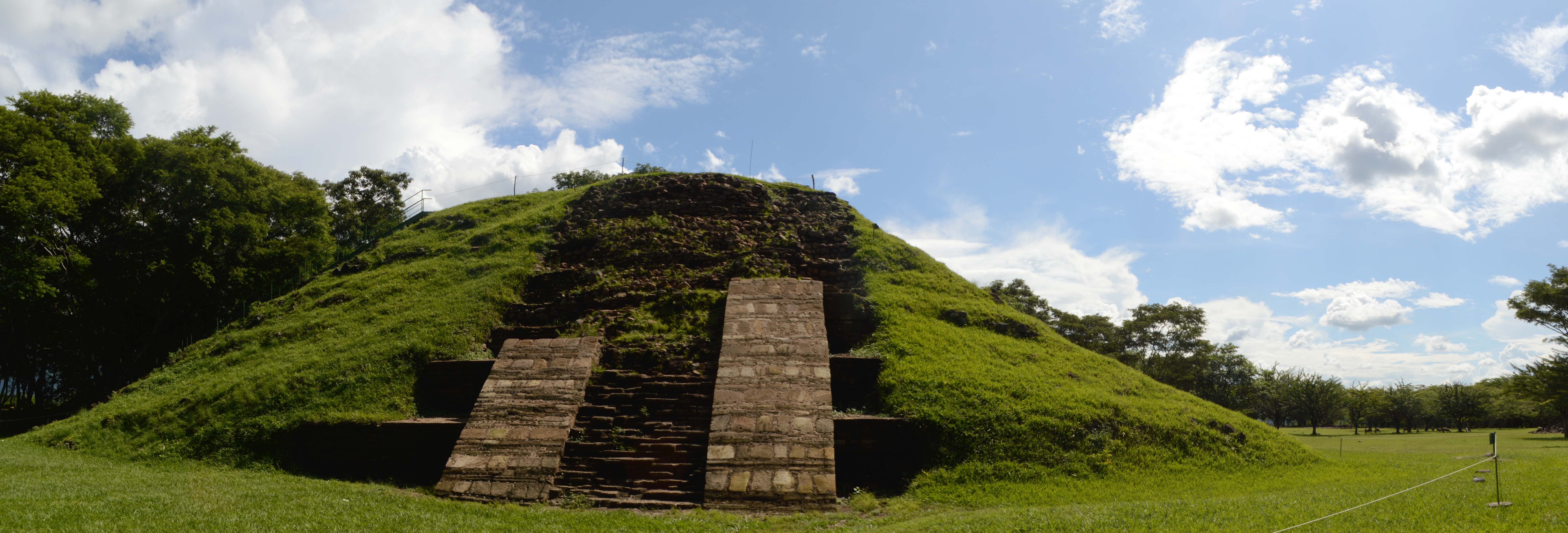
Пирамида в Сиуатане

Помимо восточного церемониального центра, имелся также церемониальный центр Пониенте, где проводилось большинство археологических исследований. Он включает в себя две площадки для игры в мяч, главную пирамиду -P7, возможный дворец на южной стороне главной пирамиды P-7), а также несколько сооружений, которые использовались для церемониальных целей; западный церемониальный центр окружен стеной. Центральные строения церемониального центра расположены между двумя террасами, а западная площадка для игры в мяч простирается через стену.
В Сиуатане найдены скульптуры, изображающие крупных кошачьих.

## Культурные связи Сиуатана
Сиуатан был важным местом в районе, который окружает современный Сан-Сальвадор. Глиняная посуда, изготовленная в Сиуатане, дала название фазе Сиуатана археологической культуры Гуасапа; она встречается во многих местах в нынешних департаментах Сан-Сальвадор, Ла-Либертад и Кускатлан. Основная керамика фазы Сиуатан — местная, но импортная посуда включает керамику Тоиль-Пломиса и полихромную керамику Никойя.

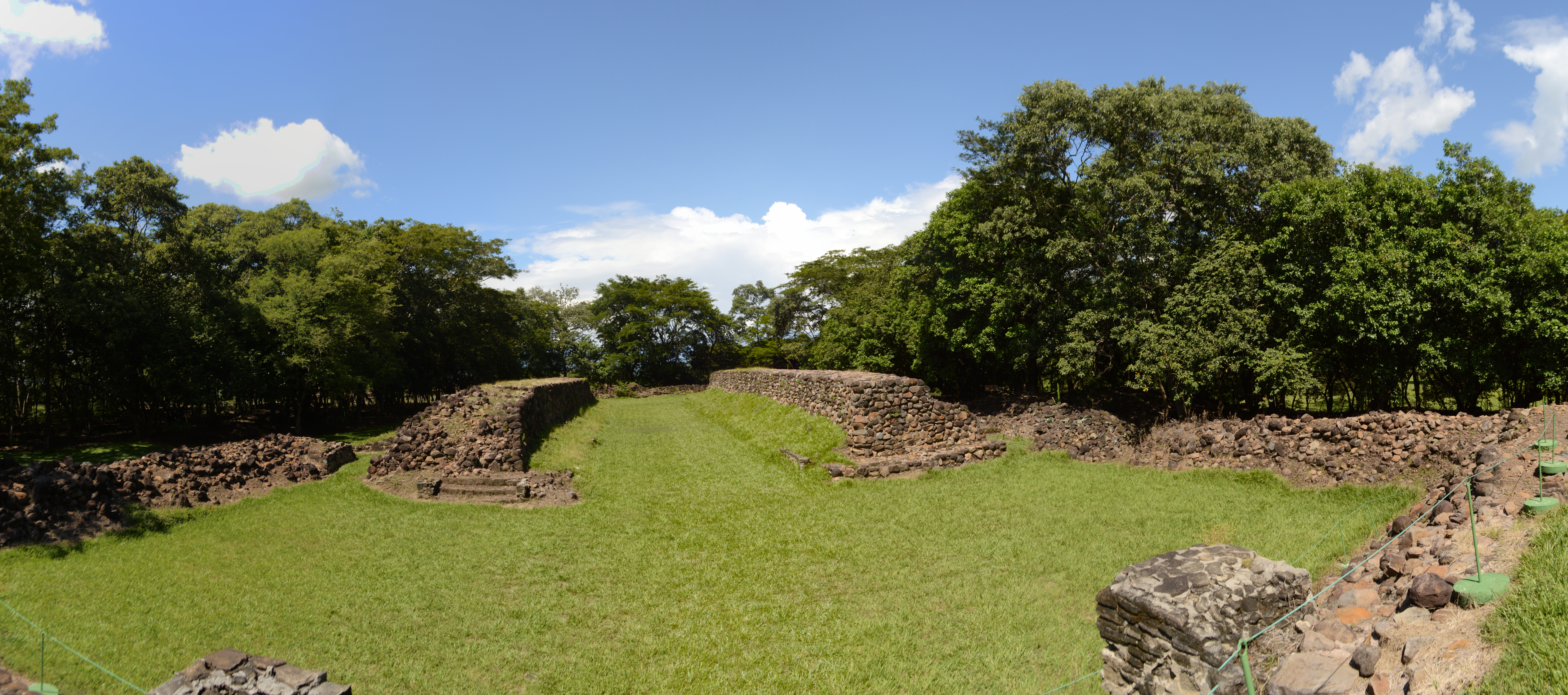
Место археологических раскопок — двор для игры в мяч

## Упадок Сиуатана
Сиуатан был необитаемым между 1050 и 1100 годами нашей эры, вероятно, из-за войн и конфликтов того времени. В конце концов город был сожжен, и то же произошло с другими городами под властью Сиуатана (Лас-Мариас, Санта-Мария, Мукуйо, Монте Редондо, Ла Эсмеральда и др.).